# 布拉斯 (路易斯安那州)
布拉斯（英語：Buras）是位於美國路易斯安那州普拉克明茲堂區的一個普查規定居民點。

## 人口
根據2020年美國人口普查的數據，布拉斯的面積為8.67平方千米，當中陸地面積為5.95平方千米，而水域面積為2.72平方千米。當地共有人口1109人，而人口密度為每平方千米127.91人。